# Грег Бакнер
Грегорі Дерейл Бакнер (англ. Gregory Derayle Buckner, нар. 16 вересня 1976, Гопкінсвілл, Кентуккі, США) — американський професійний баскетболіст, що грав на позиції атакувального захисника за низку команд НБА. Гравець національної збірної США. Згодом — баскетбольний тренер.

## Ігрова кар'єра
На університетському рівні грав за команду Клемсон (1994—1998).
Професійну кар'єру розпочав 1998 року виступами у складі команди «Гренд-Репідс Гупс» з КБА, за яку відіграв один сезон.
1998 року був обраний у другому раунді драфту НБА під загальним 53-м номером командою «Даллас Маверікс». Кар'єру в НБА розпочав 1999 року виступами за тих же «Даллас Маверікс», захищав кольори команди з Далласа протягом наступних 3 сезонів.
З 2002 по 2004 рік грав у складі «Філадельфія Севенті-Сіксерс».
2004 року перейшов до «Денвер Наггетс», у складі якої провів наступні 2 сезони своєї кар'єри.
Наступною командою в кар'єрі гравця була «Даллас Маверікс», за яку він відіграв один сезон.
З 2007 по 2008 рік грав у складі «Міннесота Тімбервулвз», куди був обміняний на Трентона Гасселла.
Останньою ж командою в кар'єрі гравця стала «Мемфіс Ґріззліс», до складу якої він приєднався 2008 року і за яку відіграв один сезон.

## Статистика виступів

### Регулярний сезон
| Сезон             | Команда                       | GP  | GS  | MPG  | FG%  | 3P%  | FT%  | RPG | APG | SPG | BPG | PPG |
| ----------------- | ----------------------------- | --- | --- | ---- | ---- | ---- | ---- | --- | --- | --- | --- | --- |
| 1999–00           | «Даллас Маверікс»             | 48  | 1   | 19.2 | .476 | .385 | .683 | 3.6 | 1.1 | .8  | .4  | 5.7 |
| 2000–01           | «Даллас Маверікс»             | 37  | 9   | 22.2 | .438 | .286 | .728 | 4.2 | 1.3 | .9  | .2  | 6.2 |
| 2001–02           | «Даллас Маверікс»             | 44  | 16  | 20.1 | .525 | .313 | .690 | 3.9 | 1.1 | .7  | .4  | 5.8 |
| 2002–03           | «Філадельфія Севенті-Сіксерс» | 75  | 5   | 20.2 | .465 | .273 | .802 | 2.9 | 1.3 | 1.0 | .2  | 6.0 |
| 2003–04           | «Філадельфія Севенті-Сіксерс» | 53  | 3   | 13.3 | .377 | .273 | .741 | 1.9 | .8  | .4  | .1  | 3.1 |
| 2004–05           | «Денвер Наггетс»              | 70  | 41  | 21.7 | .528 | .405 | .778 | 3.0 | 1.9 | 1.1 | .1  | 6.2 |
| 2005–06           | «Денвер Наггетс»              | 73  | 27  | 24.1 | .434 | .354 | .782 | 2.9 | 1.7 | 1.2 | .3  | 6.7 |
| 2006–07           | «Даллас Маверікс»             | 76  | 11  | 18.1 | .411 | .311 | .794 | 2.1 | .9  | .6  | .1  | 4.0 |
| 2007–08           | «Міннесота Тімбервулвз»       | 31  | 4   | 16.8 | .385 | .300 | .864 | 2.1 | 1.3 | .7  | .1  | 4.0 |
| 2008–09           | «Мемфіс Ґріззліс»             | 63  | 0   | 13.9 | .384 | .255 | .800 | 2.1 | .9  | .5  | .1  | 2.5 |
| Усього за кар'єру | Усього за кар'єру             | 570 | 117 | 19.1 | .450 | .334 | .757 | 2.8 | 1.3 | .8  | .2  | 5.0 |

### Плей-оф
| Сезон             | Команда                       | GP | GS | MPG  | FG%  | 3P%  | FT%   | RPG | APG | SPG | BPG | PPG  |
| ----------------- | ----------------------------- | -- | -- | ---- | ---- | ---- | ----- | --- | --- | --- | --- | ---- |
| 2001              | «Даллас Маверікс»             | 5  | 0  | 15.0 | .478 | .333 | .700  | 4.2 | .6  | 1.0 | .0  | 6.0  |
| 2002              | «Даллас Маверікс»             | 7  | 0  | 15.0 | .480 | .000 | .750  | 3.7 | .6  | .4  | .1  | 3.9  |
| 2003              | «Філадельфія Севенті-Сіксерс» | 10 | 0  | 11.2 | .323 | .222 | 1.000 | 1.7 | .3  | .1  | .2  | 2.6  |
| 2005              | «Денвер Наггетс»              | 5  | 2  | 20.0 | .222 | .222 | .000  | 3.2 | 1.0 | .4  | .2  | 2.0  |
| 2006              | «Денвер Наггетс»              | 5  | 4  | 27.4 | .418 | .313 | .875  | 2.8 | 1.2 | .6  | .2  | 12.6 |
| 2007              | «Даллас Маверікс»             | 6  | 0  | 7.3  | .000 | .000 | .500  | 1.0 | .3  | .3  | .2  | .2   |
| Усього за кар'єру | Усього за кар'єру             | 38 | 6  | 15.1 | .377 | .259 | .786  | 2.6 | .6  | .4  | .2  | 4.1  |

## Тренерська робота
2011 року розпочав тренерську кар'єру, ставши асистентом головного тренера команди «Х'юстон Рокетс». Відповідав за розвиток гравців. Пропрацював в Х'юстоні до 2016 року.
З 2017 по 2019 рік був асистентом головного тренера команди «Мемфіс Ґріззліс».
30 листопада 2020 року став помічником головного тренера «Клівленд Кавальєрс».